# Anomala chalybaea
Anomala chalybaea är en skalbaggsart som beskrevs av Hermann Burmeister 1844. Anomala chalybaea ingår i släktet Anomala och familjen Rutelidae. Inga underarter finns listade i Catalogue of Life.